# Омарское сельское поселение
Омарское се́льское поселе́ние — муниципальное образование в Мамадышском районе Татарстана Российской Федерации.
Административный центр — село Омары.

## История
Статус и границы сельского поселения установлены Законом Республики Татарстан от 31 января 2005 года № 35-ЗРТ «Об установлении границ территорий и статусе муниципального образования "Мамадышский муниципальный район" и муниципальных образований в его составе».

## Население
| 2010 | 2011 | 2012 | 2013 | 2014 | 2015 | 2016 |
| ---- | ---- | ---- | ---- | ---- | ---- | ---- |
| 463  | ↘460 | ↘443 | ↘431 | ↗827 | ↘809 | ↘802 |
| 2017 | 2018 |      |      |      |      |      |
| ↘776 | ↘747 |      |      |      |      |      |

## Состав сельского поселения
| № | Населённый пункт | Тип населённого пункта       | Население |
| - | ---------------- | ---------------------------- | --------- |
| 1 | Березовая Грива  | деревня                      |           |
| 2 | Березовский      | посёлок                      |           |
| 3 | Вандовка         | деревня                      |           |
| 4 | Верхний Секинесь | деревня                      |           |
| 5 | Кулуш Пустошь    | деревня                      |           |
| 6 | Омарский Починок | деревня                      |           |
| 7 | Омары            | село, административный центр |           |
| 8 | Рагозино         | село                         |           |
| 9 | Секинесь         | село                         |           |